# Куп изазивача у рагбију 13 2024.
Куп изазивача у рагбију тринаест 2024. било је 123. издање Купа изазивача у рагбију 13.
Куп изазивача је освојио Виган, пошто је у финалу на Вемблију, пред преко шездесет хиљада гледалаца победио Ворингтон. Тако су Виган вориорси дошли до 21. трофеја у Купу изазивача.

## Резултати по колима
Прво коло
- Краљевско ваздухопловство - Краљевска морнарица 22-28
- Ловка - Единбург иглс 22-28
- Саут Велс џетс - Стенигли 4-40
- Донкастер тол бар - Ештон бирс 22-20
- Клок фејс мајнерс - Хиворт 22-20
- Фристон вориорс - Британска војска 13-10
- Оултон рејдерс - Вест боулинг 22-34
- Вестс вориорс - Њусом пантерс 28-4
- Хамерсмит хилс хостс - Мидвеј дрегонс 56-6
- Орел Сент Џејмс - Харесфинч 20-4

Друго коло
- Лиф мајнерс ренџерс - Стенигли 18-19
- Клок фејс мајнерс - Сидал 4-38
- Донкастер тол бар - Вест Хал 18-40
- Фрајстон вориорс - Ханслет 0-68
- Хал докерс - Вет Бров хорнетс 0-38
- Лок лејн - Единбург иглс 72-0
- Вестс вориорс - Рочдејл мејфилд 28-22
- Хамерсмит хилс хостс - Вест боулинг 32-10
- Краљевска морнарица - Тато хит крусејдерс 24-32
- Орел Сент Џејмс - Јорк акорн 12-22

Треће коло
- Беров рејдерс - Олдам 10-22
- Корнвел - Јорк акорн 10-18
- Лок лејн - Ханслет 6-46
- Шефилд иглс - Њукасл тандер 88-12
- Стенигли - Вет Бров хорнетс 4-30
- Сидал - Вејкфилд тринити 6-70
- Хамерсмит хилс хостс - Вестс вориорс 22-12
- Бетли булдогс - Воркгтон таун 48-18
- Дусбери ремс - Јорк најтс 8-14
- Тето хит крусејдерс - Фитерстон роверс 0-72
- Бредфорд булс - Норт Велс крусејдерс 48-2
- Халифакс пантерс - Вајтхевен 32-4
- Ханслет - Кејли кугарс 14-22
- Рочдејл хорнетс - Мидландс хурикејнс 24-20
- Свинтон лајон - Вест хал 50-6
- Виднес вајкингс - Донкастер 50-16

Четврто коло
- Јорк акорн - Вет Бров хорнетс 32-28
- Халифакс пантерс - Хамерсмит хилс хостс 50-4
- Бредфорд булс - Виденс вајкингс 12-26
- Бетли булдогс - Рочдејл хорнетс 30-14
- Вејкфилд тринити - Ханслет 78-6
- Кили кугарс - Фитерстон роверс 14-58
- Јорк најтс - Шефилд иглс 16-32
- Свинтон лајонс - Олдам 28-12

Пето коло
- Свинтон лајонс - Шефилд иглс 12-14
- Виднес вајкингс - Бетли булдогс 14-18
- Фитерстон роверс - Вејкфилд тринити 14-10
- Халифакс пантерс - Јорк акорн 62-6

Шесто коло
- Хал Кинстон роверс - Салфорд ред девилс 40-0
- Лидс рајнос - Сент хеленс 6-20
- Виган вориорс - Шефилд иглс 44-18
- Хадерсфилд џајнтс - Хал 50-6
- Ли леопардс - Фитерстон роверс 26-14
- Бетли булдогс - Кестлфорд тајгерс 14-28
- Ворингтон вулвс - Лондон бронкос 42-0
- Халифакс пантерс - Каталанс дрегонс 4-40

Четвртфинале
- Хал Кинсгтон роверс - Ли леопардс 26-14
- Каталанс дрегонс - Хадерсфилд џајнтс 6-34
- Кестлфорд тајгерс - Виган вориорс 6-60
- Сент хеленс - Ворингтон вулвс 8-31

Полуфинале
- Хал Кингстон роверс - Виган вориорс 6-38
- Хадерсфилд џајнтс - Ворингтон вулвс 10-46

## Финале
- Ворингтон вулвси - Виган вориорси 8-18
- Гледалаца: 64 845
- Стадион Вембли у Лондону
- Играч утакмице: Беван Френч

| Победник Купа изазивача у рагбију тринаест 2024. |
| ------------------------------------------------ |
| Виган вориорси (21. пехар)                       |